# Sessea
Sessea là một chi thực vật thuộc họ Solanaceae. Chi này có các loài sau (tuy nhiên danh sách này có thể chưa đủ):
- Sessea sodiroi, Bitter